# 農業 (教科)
教科「農業」（のうぎょう）は、産業としての農業の各分野に関する知識と技術を習得させることなどを目的とする教科。後期中等教育（高等学校、中等教育学校の後期課程、特別支援学校の高等部）における専門教育に関する各教科（専門教科）の1つである。
教科「農業」は、「農業に関する学科」（農業学科）や、「総合学科」などで主に開講・学習される。
教科「農業」に属する科目の数は30にのぼり、そのいくつかと普通教科を組み合わせて教育課程を編成することで、主に専門学科や総合学科においては、学科の特色が活きるように配慮されている。

## 教科の目的
農業の各分野に関する基礎的・基本的な知識と技術を習得させ、農業の社会的な意義や役割を理解させるとともに、農業に関する諸課題を主体的、合理的に解決し、農業の充実と社会の発展を図る創造的、実践的な能力と態度を育てる。（高等学校学習指導要領から）

## 科目[1]
- 「農業に関する学科」における「原則履修科目」（2科目）
  - 「農業と環境」・「課題研究」
- 「農業に関する学科」における「共通的な基礎科目」（2科目）
  - 「総合実習」・「農業情報処理」
- 「農業に関する学科」における「選択的な基礎科目」 (5科目)
  - 「作物」・「野菜」・「果樹」・「草花」
- 各分野に関する科目
  - 畜産　-　家畜の飼育と畜産経営について学習させる科目であり，畜産物の生産など主として農業の経営と食品産業に関する分野に属する科目
  - 農業経営　-　農業経営の設計と管理について学習させる科目であり，農業生産など主として農業の経営と食品産業に関する分野に属する科目
  - 農業機械　-　農業機械の取扱い，維持管理及び利用について学習させる科目であり，農産物の生産など主として農業の経営と食品産業に関する分野に属する科目
  - 食品製造　-　食品の製造について学習させる科目であり，主として農業の経営と食品産業に関する分野に属する科目
  - 食品化学　-　食品の成分分析と検査について学習させる科目であり，主として農業の経営と食品産業に関する分野に属する科目
  - 微生物利用　-　食品に関連する微生物の利用と制御及び微生物に関するバイオテクノロジーについて学習させる科目であり，主として農業の経営と食品産業に関する分野に属する科目
  - 植物バイオテクノロジー　-　植物に関するバイオテクノロジーについて学習させる科目であり，主としてバイオテクノロジーに関連する分野に属する科目
  - 動物バイオテクノロジー　-　動物バイオテクノロジーや実験動物の飼育・管理について学習させる科目であり，主としてバイオテクノロジーに関連する分野に属する科目
  - 農業経済　-　農業及び食品産業の経済活動について学習させる科目であり，主として農業の経営と食品産業に関する分野に属する科目
  - 食品流通　-　農産物や農産物を原料とする食品の流通について学習させる科目であり，主として農業の経営と食品産業に関する分野に属する科目
  - 森林科学　-　森林の育成，保全と木材の生産について学習させる科目であり，主として環境創造と素材生産に関する分野に属する科目
  - 森林経営　-　森林経営における測定，計画と管理について学習させる科目であり，主として環境創造と素材生産に関する分野に属する科目
  - 林産物利用　-　林産物の加工と利用について学習させ，木材は環境負荷が少なく再生産可能な資源であることを理解させる科目
  - 農業土木設計　-　農業土木事業の計画の重要性を理解させるとともに，基礎的な農業土木構造物の設計について必要な知識と技術を学習させる科目
  - 農業土木施工　-　農業土木事業を具体的に実現させるために，農業土木施工について必要な知識と技術を学習させる科目
  - 水循環　-　地球上で絶えず循環する水について学習させる科目であり，主として環境創造と素材生産に関する分野に属する科目。主に水理学を学ぶ。
  - 造園計画　-　造園の計画と設計について学習させる科目であり，主として環境創造と素材生産に関する分野に属する科目
  - 造園技術　-　造園の施工と管理について学習させる科目であり，主として環境創造と素材生産に関する分野に属する科目
  - 環境緑化材料　-　環境緑化のための植物の育成や造園空間の構成に使用する材料について学習させる科目
  - 測量　-　測量及び進展する地理空間情報技術を学習させる科目であり，主として環境創造と素材生産に関する分野に属する科目
  - 生物活用　-　園芸作物や社会動物の活用について学習させる科目であり，主としてヒューマンサービスに関連する分野に属する科目
  - グリーンライフ　-　農林業・農山村の特色や地域資源の有用性を理解し，地域に根ざした事業を振興するための学習をさせる科目

- このほか、様々な「学校設定科目」が設定される。

## 農業に関する学科
農業に関する学科（のうぎょうにかんするがっか）は、高等学校設置基準（平成16年文部科学省令第20号）に規定されている専門教育を主とする学科の1つ。専門教科「農業」を中心に履修し、高等学校学習指導要領（平成21年文部省告示）により「農業と環境」及び「課題研究」が原則履修科目として指定されている。

### 主要な学科例
「農業に関する学科」の例としては次のようなものがある。現在は、農業の6次産業化に対応して改組され、名称が混乱している。
- 農業科（農芸科） - 生物生産、農業全般
- 林業科 - 林業
- 畜産科（動物科） - 畜産
- 園芸科 - 野菜・花卉栽培
- 造園科 - 造園
- 食品科 - 食品加工・貯蔵・分析、栄養、食品流通
- 生活科（家政科） - 生活
- 生物工学科 - 先端農業、バイオテクノロジー
- 農業土木科 - 農業土木工学
- 農業機械科 - 農業機械工学

### 履修科目例
「農業に関する学科」において履修する科目の例としては次のようなものがある。
- 園芸系
  - 「野菜」「果樹」「草花」
- 農業系（農業科、生産科学科、畜産科、牧畜科、動物科学科など）
  - 「作物」「畜産」「動物バイオテクノロジー」
- 食品系（食品科など）
  - 「食品流通」「食品化学」「微生物基礎」
- 林業系（林業科など）
  - 「林産加工」「森林経営」
- 農業土木系（農業土木科など）
  - 「農業土木設計」「農業土木施工」「測量」（工業に関する教科の土木に関する科目も履修することがある）
- 造園系（造園科、造園技術科など）
  - 「造園計画」「造園技術」「環境緑化材料」

### 設置状況
「農業に関する学科」は、ほぼ全ての農業高等学校及び農林高等学校に設置されているほか、一部の実業高等学校・総合産業高等学校に設置されている。この他に、林業科などが設置されている林業高等学校や「工業に関する学科」を併設する農工高等学校がある。かつては「商業に関する学科」を併設する農商高等学校も存在した。
農業科から総合学科へ転換した高等学校では、農業に関する複数の系列が設置されることが多い。それらの系列には農業に関する科目が配当されている。
実習のために広大な用地を必要とするため、普通高等学校への設置は比較的少数であるが、それでも農業高等学校などから転換した学校を中心に設置例が見られる。